# Hong Kong Open 1983
L'Hong Kong Open 1983 è stato un torneo di tennis giocato sul cemento. È stata la 10ª edizione dell'Hong Kong Open che fa del Volvo Grand Prix 1983. Si è giocato a Hong Kong dal 31 ottobre al 5 novembre 1983.

## Campioni

### Singolare
Wally Masur ha battuto in finale  Sammy Giammalva Jr. con il punteggio di 6–1, 6–1

### Doppio
Drew Gitlin /  Craig A. Miller hanno battuto in finale  Sammy Giammalva Jr. /  Steve Meister con il punteggio di 6–2, 6–2